# 岩手県道・青森県道32号二戸田子線
岩手県道・青森県道32号二戸田子線（いわてけんどう・あおもりけんどう32ごう にのへたっこせん）は、岩手県二戸市から青森県三戸郡田子町に至る県道（主要地方道）である。

## 概要

### 路線データ
- 実延長：約25.4 km
  - 岩手県側：19,763.0 m[1]
  - 青森県側：5.6 km
- 起点：二戸市[1]（米沢交差点・国道4号交点）
- 終点：三戸郡田子町[1]（国道104号交点）

## 歴史
- 1959年（昭和34年）
  - 3月31日 - 福岡田子線として岩手県から県道に認定される[1][2]。
  - 8月1日 - 福岡田子線として青森県から県道に認定される[3]。
- 1982年（昭和57年）4月1日 - 県道二戸田子線が、二戸田子線として建設省（現・国土交通省）から主要地方道の指定を受ける[4]。
- 1993年（平成5年）5月11日 - 建設省により改めて主要地方道の指定を受ける[5]。

## 地理

### 通過する自治体
- 岩手県
  - 二戸市
- 青森県
  - 三戸郡三戸町 - 田子町

### 交差・接続する道路
- 国道4号（米沢交差点・二戸市米沢字荒谷）
- 岩手県道264号二戸軽米線（二戸市米沢字荒谷）
- 岩手県道256号野々上下斗米線（二戸市下斗米字上台）
- 岩手県道241号上斗米金田一線（二戸市上斗米字金田一川）
- 国道104号（田子町大字田子字土橋道ノ上）